# Lustgarten
Lustgarten (bogstaveligt, "lysthaven") i Berlin er et parkområde på Museumsinsel. Parken hørte oprindelig til byslottet.